# Ngân hàng Tái thiết và Phát triển Quốc tế
Ngân hàng Tái thiết và Phát triển Quốc tế (International Bank for Reconstruction and Development, viết tắt: IBRD) là một tổ chức tài chính quốc tế, được thành lập năm 1944 và có trụ sở tại Washington, DC, Hoa Kỳ, là chi nhánh cho vay của World Bank Group. IBRD cung cấp các khoản vay cho các nước đang phát triển có thu nhập trung bình. IBRD là tổ chức đầu tiên trong số năm tổ chức thành lập Nhóm Ngân hàng Thế giới. Nhiệm vụ ban đầu của IBRD vào năm 1944, là tài trợ cho việc tái thiết các quốc gia châu Âu bị tàn phá bởi Thế chiến II. IBRD và chi nhánh cho vay ưu đãi của mình, Hiệp hội Phát triển Quốc tế (IDA), được gọi chung là Ngân hàng Thế giới khi họ có chung lãnh đạo và nhân viên.
Sau khi tái thiết châu Âu, nhiệm vụ của Ngân hàng đã mở rộng để thúc đẩy phát triển kinh tế toàn cầu và xóa đói giảm nghèo. IBRD cung cấp tài chính cấp thương mại hoặc tài chính ưu đãi cho các quốc gia có chủ quyền để tài trợ cho các dự án tìm cách cải thiện giao thông và cơ sở hạ tầng, giáo dục, chính sách trong nước, ý thức môi trường, đầu tư năng lượng, chăm sóc sức khỏe và nước uống, và tiếp cận với vệ sinh được cải thiện.
IBRD được sở hữu và điều hành bởi 189 quốc gia thành viên, với mỗi quốc gia được đại diện trong Hội đồng Thống đốc. IBRD có lãnh đạo và nhân viên điều hành riêng, thực hiện các hoạt động kinh doanh thông thường. Chính phủ thành viên của Ngân hàng là các cổ đông đóng góp và có quyền bỏ phiếu về các vấn đề của nó. Ngoài các khoản đóng góp từ các quốc gia thành viên, IBRD mua lại phần lớn vốn của mình bằng cách vay trên thị trường vốn quốc tế thông qua các vấn đề trái phiếu ở mức ưu tiên vì xếp hạng tín dụng AAA.
Năm 2011, nó đã huy động được 29 tỷ đô la vốn từ các vấn đề trái phiếu được thực hiện bằng 26 loại tiền tệ khác nhau. Ngân hàng cung cấp một số dịch vụ và sản phẩm tài chính, bao gồm các khoản vay linh hoạt, tài trợ, bảo lãnh rủi ro, các công cụ tài chính phái sinh và tài trợ rủi ro thảm khốc. Ngân hàng báo cáo các cam kết cho vay 26,7 tỷ đô la được thực hiện cho 132 dự án trong năm 2011.